# Roger Godberd
Roger Godberd († um 1276) war ein im England des 13. Jahrhunderts lebender Anführer einer Bande Geächteter, der als mögliches historisches Vorbild für Robin Hood und die um diesen entwickelte Legende gilt.

## Leben
Roger Godberd war ein Pächter von William de Ferrers, Earl of Derby, in Swannington, Leicestershire. 1264 gehörte er der Garnison von Nottingham Castle an und war dort anfangs mit Reginald de Grey, dem späteren Sheriff von Nottinghamshire, befreundet. Er nahm unter Simon de Montfort, 6. Earl of Leicester am Zweiten Krieg der Barone (1264–1267) gegen König Heinrich III. teil und wurde nach der Schlacht bei Evesham (4. August 1265), die mit einem entscheidenden Sieg der Königlichen endete, geächtet. Doch konnte er fliehen und gelangte 1267 in den Sherwood Forest.
Mehrere Jahre lang terrorisierte Godberd nun als Anführer einer Bande Geächteter, die  bis zu 100 Männer umfasst haben soll, die Grafschaften Nottinghamshire, Derbyshire und Leicestershire. Unter anderem beraubte er Klöster. Sein Bandenunwesen nahm derartige Ausmaße an, dass sich selbst der König in einem an Einwohner Nottinghams gerichteten Schreiben beunruhigt zeigte. Schließlich gelang Sheriff Reginald de Grey 1272 die Gefangennahme Godberds auf dem Gelände der Rufford Abbey, wofür er vom König 100 Mark als Belohnung erhielt.  Zu den letzten Godberd vorgeworfenen Verbrechen gehörte die Beraubung der Abtei Stanley in Wiltshire und die Tötung eines Mönchs.
Godberd wurde im Nottingham Castle interniert, doch gelang ihm die Flucht. Anscheinend erhielt er hierbei Unterstützung von einem lokalen Ritter, Richard Foliot, der Ländereien am Ostrand des Sherwood Forest besaß und später beschuldigt wurde, Godberd und dessen Gefährten eine Zeitlang in seiner etwa 10 km von Barnsdale entfernten Burg Fenwick beherbergt zu haben. Als der Sheriff zum Angriff auf die Burg ansetzte, konnten Godberd und seine Bandenmitglieder rechtzeitig entkommen, aber Foliot musste seine Burg übergeben. Foliot könnte das historische Vorbild für die Gestalt des Ritters Richard of the Lee der Gest of Robin Hood gewesen sein, der laut der Handlung dieser mittelalterlichen Ballade ebenfalls den Anführer der Geächteten, Robin Hood, schützt, aber seine Burg gegen den Sheriff verteidigt.
Der Bandenführer Godberd wurde schließlich ergriffen und in drei verschiedenen Gefängnissen inhaftiert; im Tower of London wurde ihm der Prozess gemacht. Laut Brian Benison, der das Buch Robin Hood: The Real Story verfasste, soll Godberd vom neuen König Eduard I. nach dessen Rückkehr vom Neunten Kreuzzug (1274) begnadigt worden sein, woraufhin er seine späteren Jahre bis zu seinem Tod auf seiner Farm zugebracht habe. Der führende Robin-Hood-Experte James Clarke Holt geht dagegen davon aus, dass Godberd 1276 im Newgate Prison gestorben sei.